# Constança de Aragão (1179–1222)
Constança de Aragão (Lisboa, 1179 – Catânia, 23 de junho de 1222) foi Rainha consorte da Hungria, Rainha regente da Sicília, Rainha consorte da Alemanha e Imperatriz do Sacro Império Romano-Germânico.

## Biografia
Constança nasceu em 1179, em Lisboa, como filha de Sancha de Castela e do rei Afonso II de Aragão. Foi educada no mosteiro de Sixena. Com a morte de seu pai, em 1196, seu irmão mais velho, Pedro II, se tornou o rei de Aragão e o responsável por Constança.

### Rainha consorte da Hungria
Casou-se em 1198 com o príncipe Emérico da Hungria, em um casamento arranjado por Pedro II e auxiliado pelo Papa Inocêncio III. Foi o primeiro casamento real entre a Hungria e um reino espanhol. Recebeu, como contradote, dois condados reais na Hungria. Emérico se tornou Rei da Hungria, e Constança a Rainha consorte. Em 1200, tiveram um filho, chamado Ladislau. Emérico faleceu em 30 de novembro de 1204 por doença, antes coroando Ladislau III, e deixando seu irmão André como regente. André tentou matar Ladislau para se tornar o rei. Constança fugiu com seu filho para Viena e pediu a proteção do duque Leopoldo IV, Duque da Áustria, primo de Emérico. Ladislau faleceu em 1205, e Constança retornou para Aragão, ficando com sua mãe no mosteiro de Sigena, a qual sua mãe tinha fundada após a morte do marido.

### Rainha regente da Sicília
Casou-se novamente, em 15 de Agosto de 1209, com o Rei Frederico I da Sicília, em um casamento arranjado entre Pedro II e o Papa, tornando-se a Rainha consorte da Sicília. O dote de Constança foram 500 cavaleiros espanhóis sob o comando do seu irmão, o conde Afonso II da Provença. Ganhou a confiança do rei, passando a ser sua conselheira. Em 1211, tiveram um filho, chamado Henrique. No ano de 1212, Frederico I partiu em viagem para Alemanha, para reivindicar a coroa com o apoio do Papa e da alta nobreza romana. Constança se torna Rainha regente da Sicília, e neste período, seu rosto foi cunhado nas moedas.

### Rainha consorte da Alemanha

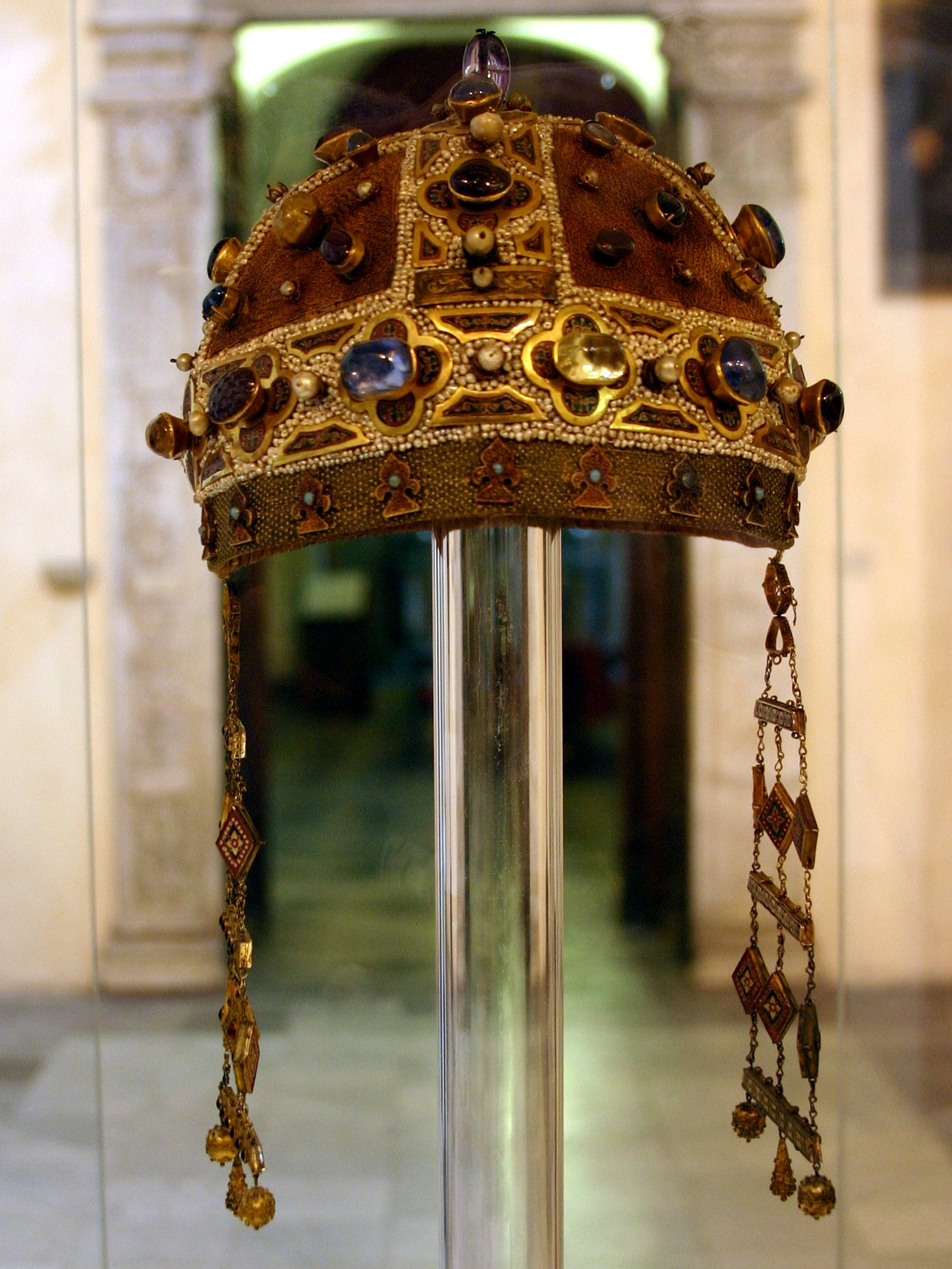
Coroa da rainha e imperatriz, exposta na Catedral de Palermo.

Frederico I, por ser filho de Henrique VI, um Imperador do Sacro Império Romano-Germânico, foi coroado Rei da Alemanha em 1215, após o Imperador Otão IV ser deposto pelo Papa e pela nobreza romana insatisfeita. Após sua coroação, o Rei passa a ser Frederico II, Constança se torna Rainha consorte da Alemanha e se muda com sua família para Nuremberg, em dezembro de 1216.

### Imperatriz do Sacro Império Romano-Germânico
Em 22 de novembro de 1220, em Roma, Frederico II e Constança foram coroados Imperador e Imperatriz do Sacro Império Romano-Germânico pelo Papa Honório III. E retornaram para a Sicília. Constança falece em 23 de junho de 1222, em Catânia, devido a malária; e foi enterrada em um sarcófago na Catedral de Palermo.